# Eilhard Wiedemann
Eilhard Ernst Gustav Wiedemann (Berlim, 1 de agosto de 1852 – Erlangen, 7 de janeiro de 1928) foi um físico e historiador da ciência alemão. Filho do físico Gustav Heinrich Wiedemann Gustav Heinrich Wiedemann (1826–1899) e um irmão mais velho do egiptologista Alfred Wiedemann (1856–1936).
Estudou física na Universidade de Heidelberg e na Universidade de Leipzig, obtendo um doutorado em 1872 com a tese "Über die elliptische Polarisation und ihre Beziehung zu den Oberflächenfarben der Körper, orientado por Wilhelm Gottlieb Hankel e Karl Christian Bruhns. De 1878 a 1886 foi professor associado de física em Leipzig, depois full professor (1886–1926) na Universidade de Erlangen.

## Publicações selecionadas
- Physikalisches Praktikum. Mit besonderer Berücksichtigung der physikalisch-chemischen Methoden, Braunschweig (com Hermann Ebert), 1890 - Practical physics, with special emphasis on physical-chemical methods.
- Über die Naturwissenschaften bei den Arabern, Hamburg 1890
- Das neue Physikalische Institut der Universität Erlangen, 1896
- Über Trinkgefäße und Tafelaufsätze nach al-Gazarî und den Benu Mûsà, Straßburg 1918.
- Zur Alchemie bei den Arabern, Erlangen 1922[2][3]
- Aufsätze zur arabischen Wissenschaftsgeschichte, com Wolf Dietrich Fischer. Hildesheim, New York, G. Olms, 1970 - Essays on the Arab history of science.[4]
- Gesammelte Schriften zur arabisch-islamischen Wissenschaftsgeschichte, with Dorothea Girke; Frankfurt am Main : Institut für Geschichte der Arabisch-Islamischen Wissenschaften an der Johann Wolfgang Goethe-Universität, 1984 - Collected writings on Arab-Islamic science history.[5]